# Aleksandr Karpovtsev
Temple de la renommée russe : 1993
Aleksandr Gueorguievitch Karpovtsev - en russe : Александр Георгиевич Карповцев, et en anglais : Alexander Karpovtsev- (né le 7 avril 1970 à Moscou en URSS - mort le 7 septembre 2011 à Iaroslavl en Russie) est un joueur professionnel russe de hockey sur glace devenu entraîneur. Il évoluait au poste de défenseur.

## Biographie

### Carrière de joueur
En 1987, il commence sa carrière avec le HK Dinamo Moscou dans le championnat d'URSS. Il est choisi en 1990 au cours du repêchage d'entrée dans la Ligue nationale de hockey par les Nordiques de Québec en 8e ronde, en 158e position. Le Dinamo décroche le championnat d'URSS 1991 puis le championnat de Russie 1992 et 1993. Il est échangé aux Rangers de New York le 7 septembre 1993 en retour de Mike Hurlbut. Il part alors en Amérique du Nord et débute dans la LNH avec les Rangers. Il remporte la Coupe Stanley 1994. Il porte par la suite les couleurs des Maple Leafs de Toronto, des Blackhawks de Chicago, des Islanders de New York et des Panthers de la Floride. Il revient définitivement en Russie en 2005. Il met un terme à sa carrière en 2007.

### Carrière internationale
Il a représenté l'URSS en sélection jeune puis la Russie au niveau international.

### Carrière d'entraîneur
Il est entraîneur-adjoint aux Ak Bars Kazan. Le 7 septembre 2011, il meurt dans l'accident de l'avion transportant le Lokomotiv Iaroslavl à destination de Minsk en Biélorussie. L'avion de ligne de type Yakovlev Yak-42 s'écrase peu après son décollage de l'aéroport Tounochna de Iaroslavl, faisant 44 morts parmi les 45 occupants.

## Trophées et honneurs personnels
Superliga
- 2006 : participe au Match des étoiles avec l'équipe ouest.

## Statistiques

### En club
| Saison     | Équipe                 | Ligue      |     | Saison régulière | Saison régulière | Saison régulière | Saison régulière | Saison régulière |    | Séries éliminatoires | Séries éliminatoires | Séries éliminatoires | Séries éliminatoires | Séries éliminatoires |
| Saison     | Équipe                 | Ligue      | PJ  | B                | A                | Pts              | Pun              | PJ               | B  | A                    | Pts                  | Pun                  |                      |                      |
| 1987-1988  | Dinamo Moscou          | URSS       | 2   | 0                | 1                | 1                | 0                |                  |    |                      |                      |                      |                      |                      |
| 1988-1989  | Dinamo Moscou          | URSS       |     |                  |                  |                  |                  |                  |    |                      |                      |                      |                      |                      |
| 1989-1990  | Dinamo Moscou          | URSS       | 35  | 1                | 1                | 2                | 27               |                  |    |                      |                      |                      |                      |                      |
| 1990-1991  | Dinamo Moscou          | URSS       | 40  | 0                | 5                | 5                | 15               |                  |    |                      |                      |                      |                      |                      |
| 1991-1992  | Dinamo Moscou          | Superliga  | 28  | 3                | 2                | 5                | 22               |                  |    |                      |                      |                      |                      |                      |
| 1992-1993  | Dinamo Moscou          | Superliga  | 36  | 3                | 11               | 14               | 100              |                  |    |                      |                      |                      |                      |                      |
| 1993-1994  | Dinamo Moscou          | Superliga  | 3   | 0                | 0                | 0                | 6                |                  |    |                      |                      |                      |                      |                      |
| 1993-1994  | Rangers de New York    | LNH        | 67  | 3                | 15               | 18               | 58               | 17               | 0  | 4                    | 4                    | 12                   |                      |                      |
| 1994-1995  | Dinamo Moscou          | Superliga  | 13  | 0                | 2                | 2                | 10               | --               | -- | --                   | --                   | --                   |                      |                      |
| 1994-1995  | Rangers de New York    | LNH        | 47  | 4                | 8                | 12               | 30               | 8                | 1  | 0                    | 1                    | 0                    |                      |                      |
| 1995-1996  | Rangers de New York    | LNH        | 40  | 2                | 16               | 18               | 26               | 6                | 0  | 1                    | 1                    | 4                    |                      |                      |
| 1996-1997  | Rangers de New York    | LNH        | 77  | 9                | 29               | 38               | 59               | 13               | 1  | 3                    | 4                    | 20                   |                      |                      |
| 1997-1998  | Rangers de New York    | LNH        | 47  | 3                | 7                | 10               | 38               | --               | -- | --                   | --                   | --                   |                      |                      |
| 1998-1999  | Rangers de New York    | LNH        | 2   | 1                | 0                | 1                | 0                | --               | -- | --                   | --                   | --                   |                      |                      |
| 1998-1999  | Maple Leafs de Toronto | LNH        | 56  | 2                | 25               | 27               | 52               | 14               | 1  | 3                    | 4                    | 12                   |                      |                      |
| 1999-2000  | Maple Leafs de Toronto | LNH        | 69  | 3                | 14               | 17               | 54               | 11               | 0  | 3                    | 3                    | 4                    |                      |                      |
| 2000-2001  | Dinamo Moscou          | Superliga  | 5   | 0                | 1                | 1                | 0                |                  |    |                      |                      |                      |                      |                      |
| 2000-2001  | Blackhawks de Chicago  | LNH        | 53  | 2                | 13               | 15               | 39               | --               | -- | --                   | --                   | --                   |                      |                      |
| 2001-2002  | Blackhawks de Chicago  | LNH        | 65  | 1                | 9                | 10               | 40               | 5                | 1  | 0                    | 1                    | 0                    |                      |                      |
| 2002-2003  | Blackhawks de Chicago  | LNH        | 40  | 4                | 10               | 14               | 12               | --               | -- | --                   | --                   | --                   |                      |                      |
| 2003-2004  | Blackhawks de Chicago  | LNH        | 24  | 0                | 7                | 7                | 14               | --               | -- | --                   | --                   | --                   |                      |                      |
| 2003-2004  | Islanders de New York  | LNH        | 3   | 0                | 1                | 1                | 4                | --               | -- | --                   | --                   | --                   |                      |                      |
| 2004-2005  | Sibir Novossibirsk     | Superliga  | 5   | 0                | 1                | 1                | 16               | --               | -- | --                   | --                   | --                   |                      |                      |
| 2004-2005  | Lokomotiv Iaroslavl    | Superliga  | 33  | 2                | 4                | 6                | 45               | 9                | 0  | 0                    | 0                    | 0                    |                      |                      |
| 2005-2006  | Panthers de la Floride | LNH        | 6   | 0                | 0                | 0                | 4                | --               | -- | --                   | --                   | --                   |                      |                      |
| 2005-2006  | Sibir Novossibirsk     | Superliga  | 18  | 2                | 1                | 3                | 39               | 3                | 0  | 0                    | 0                    | 4                    |                      |                      |
| 2006-2007  | Sibir Novossibirsk     | Superliga  | 39  | 5                | 13               | 18               | 90               | 7                | 1  | 2                    | 3                    | 8                    |                      |                      |
| 2007-2008  | Sibir Novossibirsk     | Superliga  | 6   | 0                | 2                | 2                | 27               |                  |    |                      |                      |                      |                      |                      |
| 2007-2008  | Avangard Omsk          | Superliga  | 8   | 1                | 0                | 1                | 10               |                  |    |                      |                      |                      |                      |                      |
| Totaux LNH | Totaux LNH             | Totaux LNH | 596 | 34               | 154              | 188              | 430              | 74               | 4  | 14                   | 18                   | 52                   |                      |                      |

### En équipe nationale
| Année | Équipe | Compétition                 |   | PJ | B | A | Pts | Pun                    |  | Résultat |
| 1988  | Russie | Championnat d'Europe junior | 6 | 0  | 2 | 2 | 4   | Médaille de bronze     |  |          |
| 1990  | Russie | Championnat du monde junior | 7 | 0  | 1 | 1 | 8   | Médaille d'argent      |  |          |
| 1993  | Russie | Championnat du monde        | 8 | 0  | 1 | 1 | 10  | Médaille d'or          |  |          |
| 1996  | Russie | Coupe du monde              | 1 | 0  | 0 | 0 | 0   | Défaite en demi-finale |  |          |
| 2005  | Russie | Championnat du monde        | 8 | 0  | 1 | 1 | 2   | Médaille de bronze     |  |          |